# بوب سوندرز
بوب سوندرز (بالإنجليزية: Bob Saunders)‏ هو سياسي أمريكي، ولد في 22 يناير 1929 في كيويتمان في الولايات المتحدة، وتوفي في 23 أكتوبر 2016 في غينزفيل في الولايات المتحدة. انتخب عضو مجلس ولاية فلوريدا.